# Liste der Biografien/Meyer, U
Liste der Biografien |
Portal Biografien |
U Personensuche
# |
A |
B |
C |
D |
E |
F |
G |
H |
I |
J |
K |
L |
M |
N |
O |
P |
Q |
R |
S |
T |
U |
V |
W |
X |
Y |
Z |
?
 
Ma |
Mb |
Mc |
Md |
Me |
Mf |
Mg |
Mh |
Mi |
Mj |
Mk |
Ml |
Mm |
Mn |
Mo |
Mp |
Mq |
Mr |
Ms |
Mt |
Mu |
Mv |
Mw |
Mx |
My |
Mz
 
Mea–Mee |
Mef |
Meg |
Meh |
Mei |
Mej |
Mek |
Mel |
Mem |
Men |
Meo |
Mep |
Mer |
Mes |
Met |
Meu |
Mev |
Mew |
Mex |
Mey |
Mez
 
Meyb |
Meyd |
Meye |
Meyf |
Meyg |
Meyh |
Meyi |
Meyj |
Meyk |
Meyl |
Meyn |
Meyo |
Meyp |
Meyr |
Meys |
Meyt |
Meyz
 
Meyen |
Meyer
 
Meyer, A |
Meyer, B |
Meyer, C |
Meyer, D |
Meyer, E |
Meyer, F |
Meyer, G |
Meyer, H |
Meyer, I |
Meyer, J |
Meyer, K |
Meyer, L |
Meyer, M |
Meyer, N |
Meyer, O |
Meyer, P |
Meyer, R |
Meyer, S |
Meyer, T |
Meyer, U |
Meyer, V |
Meyer, W |
Meyer, Y |
Meyer, Z |
Meyerb |
Meyerd |
Meyere |
Meyerf |
Meyerh |
Meyeri |
Meyerl |
Meyerm |
Meyern |
Meyero |
Meyerr |
Meyers
Die Liste der Biografien führt alle Personen auf, die in der deutschsprachigen Wikipedia einen Artikel haben. Dieses ist eine Teilliste mit 19 Einträgen von Personen, deren Namen mit den Buchstaben „Meyer, U“ beginnt.

## Meyer, U

### Meyer, Ud
- Meyer, Udo (* 1939), deutscher Bildhauer

### Meyer, Ul
- Meyer, Ulf (* 1955), deutscher Jazzmusiker (Gitarre) und Komponist
- Meyer, Ulli (* 1973), deutscher Politiker (CDU) und Staatssekretär im saarländischen Ministerium für Finanzen und Europa
- Meyer, Ulrich (1647–1694), Schweizer Zisterzienser und Abt des Klosters Wettingen
- Meyer, Ulrich (1732–1809), Schweizer Ratsherr, Gemeindepräsident und Regierungsmitglied
- Meyer, Ulrich (1903–1987), Schweizer Politiker (FDP)
- Meyer, Ulrich (1937–2022), deutscher Fußballspieler
- Meyer, Ulrich (* 1943), deutscher Fußballtrainer
- Meyer, Ulrich (* 1953), Schweizer Jurist
- Meyer, Ulrich (* 1955), deutscher Journalist und FernsehmoderatorUlrich Meyer (* 1955)

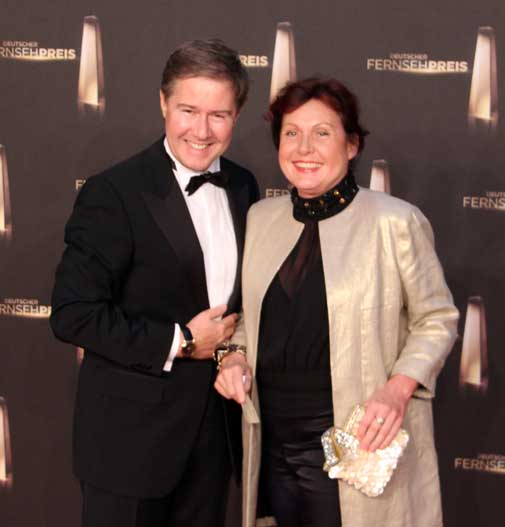
Ulrich Meyer (* 1955)

- Meyer, Ulrike (* 1973), deutsche Informatikerin und Hochschullehrerin

### Meyer, Ur
- Meyer, Urban (* 1964), amerikanischer Trainer und ehemaliger Spieler im Bereich des College Football
- Meyer, Urs A. (* 1938), Schweizer Arzt und Klinischer Pharmakologe
- Meyer, Ursula (1682–1743), Schweizer Pietistin und Mystikerin
- Meyer, Ursula, deutsche Barock-Lyrikerin
- Meyer, Ursula (1923–1969), deutsche Kunsthistorikerin, Museumsleiterin und Malerin
- Meyer, Ursula (* 1947), deutsche Schriftstellerin

### Meyer, Ut
- Meyer, Ute Margarete (* 1963), deutsche Architektin

### Meyer, Uw
- Meyer, Uwe (* 1964), deutscher Fußballspieler